# Københavns navn
Københavns navn kan spores tilbage til middelalderen hvor byen på gammeldansk hed Køpmannæhafn, et navn der skulle betyde købmændenes havn, et udtryk for den betydning købmændene havde for byen på dette tidspunkt. Den danske stavemåde af navnet blev ændret fra Kjøbenhavn til København i 1906. (Den ældre stavemåde er fortsat i brug i en række firmanavne m.m.)
Byen omtales første gang i 1043 under navnet Havn (Hafnæ, senere latin Hafnia), da det i Knytlingasagaen berettedes, at Svend Estridsen var flyttet dertil, efter han var blevet slået af Magnus den Gode. I senere kilder bruges navnet Kaupmannahafn eller Saxos Portus Mercatorum, som begge betyder "købmændenes havn", hvorfra det nuværende navn stammer.
En række andre navne bygget over det oprindelige danske navn for byen bruges på forskellige sprog. Som eksempler kan nævnes tysk og nederlandsk Kopenhagen, engelsk Copenhagen, fransk og spansk Copenhague,  portugisisk Copenhaga, italiensk Copenaghen, latin Hafnia, svensk Köpenhamn, ungarsk Koppenhága, finsk Kööpenhamina, tjekkisk Kodaň, polsk Kopenhaga, russisk Kопенга́ген (Kopengagen) og islandsk Kaupmannahöfn og færøsk Keypmannahavn
Den latinske udgave af navnet blev i øvrigt i 1923 basis for navngivningen af det netop opdagede grundstof hafnium, idet opdagelsen skete på det nuværende Niels Bohr Institutet.
Den oprindelige latinske betegnelse for byen er Hafn eller Hafnæ, mens Hafnia først er kommet til senere.

## Kaldenavne
Som det hører storbyer til har København også kaldenavn og endda flere af slagsen:
- Kongens København: gennem århundrederne har skiftende konger sat deres præg på hovedstaden. Det gælder navnlig Christian 4., der foruden at udvide området inden for byvoldene til det tredobbelte bidrog med bygninger som Rosenborg, Rundetårn og Børsen. Mens hans efterkommer Christian 6. byggede det første Christiansborg, og Frederik 5. lagde navn til kvarteret Frederiksstaden.
- Byen med de skønne tårne: turistslogan skabt af brygger Carl Jacobsen i 1910. Det hentyder til de mange tårne og spir, der dengang som nu sætter sit præg på navnlig Indre By, og hvortil den generøse brygger i øvrigt også selv bidrog i form af spiret på Nikolaj Kirke. Selve sloganet er inspireret af slagordet "St. Gimignano delle belle torre" om den norditalienske by San Gimignano, der også er kendt for sine mange tårne.[2]
- Wonderful Copenhagen: vidunderlige København. Både et turistslogan gjort kendt af skuespilleren Danny Kaye, der sang om byen i en film fra 1952 om H.C. Andersen, og navnet på byens officielle turistorganisation, Wonderful Copenhagen.

Af og til ses desuden Nordens Paris, men denne smigrende sammenligning med Byernes by er i modsætning til de andre ikke eksklusiv, for den deles med både norske Tromsø og danske Aalborg.